# 서울특별시의 고등학교 목록
다음 목록은 서울특별시에 있는 고등학교 목록이다.

## 가
가락고등학교 ·  가재울고등학교 ·  강동고등학교 ·  강서고등학교 ·  강일고등학교 ·  개포고등학교 ·  건국대학교 사범대학 부속고등학교 ·  경기고등학교 ·  경기기계공업고등학교 ·  경기상업고등학교 ·  경기여자고등학교 ·  경동고등학교 ·  경문고등학교 ·  경복고등학교 ·  경복비즈니스고등학교 ·  경복여자고등학교 ·  경성고등학교 ·  경신고등학교 ·  경인고등학교 ·  경일고등학교 ·  경희고등학교 ·  경희여자고등학교 ·  계성고등학교 ·  고려대학교 사범대학 부속고등학교 ·  고명외식고등학교 ·  고척고등학교 ·  공항고등학교 ·  관악고등학교 ·  광남고등학교 ·  광문고등학교 ·  광성고등학교 ·  광신고등학교 ·  광신방송예술고등학교 ·  광양고등학교 ·  광영고등학교 ·  광영여자고등학교 ·  광운인공지능고등학교 ·  구로고등학교 ·  구암고등학교 ·  구일고등학교 ·  구현고등학교 ·  국립국악고등학교 ·  국립전통예술고등학교 ·  금옥여자고등학교 ·  금천고등학교 ·  금호고등학교

## 나
남강고등학교 ·  노원고등학교 ·  누원고등학교

## 다
단국대학교 부속소프트웨어고등학교 ·  단국대학교 사범대학 부속고등학교 ·  당곡고등학교 ·  대경생활과학고등학교 ·  대광고등학교 ·  대동세무고등학교 ·  대성고등학교 ·  대신고등학교 ·  대영고등학교 ·  대원고등학교 ·  대원여자고등학교 ·  대원외국어고등학교 ·  대일고등학교 ·  대일관광고등학교 ·  대일외국어고등학교 ·  대진고등학교 ·  대진디자인고등학교 ·  대진여자고등학교 ·  덕성여자고등학교 ·  덕수고등학교 ·  덕원여자고등학교 ·  덕원예술고등학교 ·  덕일전자공업고등학교 ·  도선고등학교 ·  독산고등학교 ·  동국대학교 사범대학 부속 가람고등학교 ·  동국대학교 사범대학 부속고등학교 ·  동덕여자고등학교 ·  동명생활경영고등학교 ·  동명여자고등학교 ·  동북고등학교 ·  동성고등학교 ·  동양고등학교 ·  동일여자고등학교 ·  동작고등학교 ·  둔촌고등학교 ·  등촌고등학교

## 라
리라아트고등학교

## 마
마포고등학교 ·  면목고등학교 ·  명덕고등학교 ·  명덕여자고등학교 ·  명덕외국어고등학교 ·  명일여자고등학교 ·  명지고등학교 ·  목동고등학교 ·  무학여자고등학교 ·  문일고등학교 ·  문정고등학교 ·  문현고등학교 ·  미래산업과학고등학교 ·  미림마이스터고등학교 ·  미림여자고등학교

## 바
반포고등학교 ·  방산고등학교 ·  배명고등학교 ·  배문고등학교 ·  배재고등학교 ·  배화여자고등학교 ·  백암고등학교 ·  보성고등학교 ·  보성여자고등학교 ·  보인고등학교 ·  불암고등학교

## 사
삼각산고등학교 ·  삼성고등학교 ·  상계고등학교 ·  상명고등학교 ·  상명대학교 사범대학 부속여자고등학교 ·  상문고등학교 ·  상암고등학교 ·  상일미디어고등학교 ·  상일여자고등학교 ·  서라벌고등학교 ·  서문여자고등학교 ·  서서울생활과학고등학교 ·  서울고등학교 ·  서울공업고등학교 ·  서울공연예술고등학교 ·  서울과학고등학교 ·  서울관광고등학교 ·  서울국제고등학교 ·  서울금융고등학교 ·  서울대학교 사범대학 부설고등학교 ·  서울도시과학기술고등학교 ·  서울동구고등학교 ·  서울동산고등학교 ·  서울디자인고등학교 ·  * 서울디지털콘텐츠고등학교 ·  서울디지텍고등학교 ·  서울로봇고등학교 ·  서울매그넷고등학교 ·  서울문영여자고등학교 ·  서울문화고등학교 ·  서울미술고등학교 ·  서울반도체고등학교 ·  서울방송고등학교 ·  서울백영고등학교 ·  서울세종고등학교 ·  서울신정고등학교 ·  서울아이티고등학교 ·  서울여자고등학교 ·  서울여자상업고등학교 ·  서울영상고등학교 ·  서울예술고등학교 ·  서울외국어고등학교 ·  서울웹툰애니메이션고등학교 ·  서울의료보건고등학교 ·  서울인공지능고등학교 ·  서울정화고등학교 ·  서울체육고등학교 ·  서울컨벤션고등학교 ·  서일문화예술고등학교 ·  서초고등학교 ·  석관고등학교 ·  선덕고등학교 ·  선린인터넷고등학교 ·  선사고등학교 ·  선유고등학교 ·  선일빅데이터고등학교 ·  선일여자고등학교 ·  선정고등학교 ·  선정국제관광고등학교 ·  선화예술고등학교 ·  성남고등학교 ·  성덕고등학교 ·  성동고등학교 ·  성동공업고등학교 ·  성동글로벌경영고등학교 ·  성보고등학교 ·  성수고등학교 ·  성신여자고등학교 ·  성심여자고등학교 ·  성암국제무역고등학교 ·  ·  세그루패션디자인고등학교 ·  세명컴퓨터고등학교 ·  세종과학고등학교 ·  세현고등학교 ·  세화고등학교 ·  세화여자고등학교 ·  솔샘고등학교 ·  송곡고등학교 ·  송곡관광고등학교 ·  송곡여자고등학교 ·  수도여자고등학교 ·  수도전기공업고등학교 ·  수락고등학교 ·  수명고등학교 ·  숙명여자고등학교 ·  숭문고등학교 ·  숭실고등학교 ·  숭의여자고등학교 ·  신광여자고등학교 ·  신도고등학교 ·  신도림고등학교 ·  신림고등학교 ·  신목고등학교 ·  신서고등학교 ·  신일고등학교 ·  신진과학기술고등학교 ·  신현고등학교

## 아
압구정고등학교 ·  양재고등학교 ·  양정고등학교 ·  양천고등학교 ·  언남고등학교 ·  여의도고등학교 ·  여의도여자고등학교 ·  염광고등학교 ·  염광여자메디텍고등학교 ·  영동고등학교 ·  영동일고등학교 ·  영등포고등학교 ·  영등포공업고등학교 ·  영등포여자고등학교 ·  영락고등학교 ·  영락의료과학고등학교 ·  영신간호비즈니스고등학교 ·  영신고등학교 ·  영신여자고등학교 ·  영일고등학교 ·  영파여자고등학교 ·  영훈고등학교 ·  예림디자인고등학교 ·  예일디자인고등학교 ·  예일여자고등학교 ·  오금고등학교 ·  오류고등학교 ·  오산고등학교 ·  용문고등학교 ·  용산고등학교 ·  용산철도고등학교 ·  용화여자고등학교 ·  우신고등학교 ·  원묵고등학교 ·  월계고등학교 ·  유한공업고등학교 ·  은광여자고등학교 ·  은평고등학교 ·  은평메디텍고등학교 ·  이화여자고등학교 ·  이화여자대학교 병설미디어고등학교 ·  이화여자대학교 사범대학 부속 이화·금란고등학교 ·  이화여자외국어고등학교 ·  인덕과학기술고등학교 ·  인창고등학교 ·  인헌고등학교 ·  일신여자상업고등학교

## 자
자양고등학교 ·  자운고등학교 ·  잠신고등학교 ·  잠실고등학교 ·  잠실여자고등학교 ·  잠일고등학교 ·  장충고등학교 ·  장훈고등학교 ·  재현고등학교 ·  정신여자고등학교 ·  정의여자고등학교 ·  중경고등학교 ·  중동고등학교 ·  중산고등학교 ·  중앙고등학교 ·  중앙대학교 사범대학 부속고등학교 ·  중앙여자고등학교 ·  중화고등학교 ·  진관고등학교 ·  진명여자고등학교 ·  진선여자고등학교

## 차
창덕여자고등학교 ·  창동고등학교 ·  창문여자고등학교 ·  청담고등학교 ·  청량고등학교 ·  청원고등학교 ·  청원여자고등학교 ·  충암고등학교

## 타
태릉고등학교

## 파
풍문고등학교

## 하
하나고등학교 ·  한가람고등학교 ·  한강미디어고등학교 ·  한광고등학교 ·  한국삼육고등학교 ·  한서고등학교 ·  한성고등학교 ·  한성과학고등학교 ·  한성여자고등학교 ·  한세사이버보안고등학교 ·  한양공업고등학교 ·  한양대학교 사범대학 부속고등학교 ·  한영고등학교 ·  한영외국어고등학교 ·  해성국제컨벤션고등학교 ·  해성여자고등학교 ·  현대고등학교 ·  혜성여자고등학교 ·  혜원여자고등학교 ·  혜화여자고등학교 ·  홍익대학교 사범대학 부속고등학교 ·  홍익대학교 사범대학 부속여자고등학교 ·  홍익디자인고등학교 ·  화곡고등학교 ·  화곡보건경영고등학교 ·  환일고등학교 ·  효문고등학교 ·  휘경여자고등학교 ·  휘문고등학교 ·  휘봉고등학교